# Quincy Miller
Quincy Cortez Miller Scott (Chicago, Illinois, 18 de novembre de 1992) és un jugador de bàsquet professional estatunidenc. Amb 2,06 metres d'alçada, juga en la posició d'aler.

## Carrera esportiva
A la Universitat va jugar una única temporada amb els Bears de la Universitat Baylor, en la qual va ser inclos en el millor quintet rookie de la seva conferència. Després d'aquesta gran temporada va realitzar un one and done i va ser triat en la 38a posició del Draft de l'NBA pels Denver Nuggets. Va començar jugant la temporada amb els Iowa Energy de la NBA Development League, debutant finalment amb els Nuggets el 16 de desembre davant Sacramento Kings.
En gener de 2015 va signar un contracte per deu dies amb els Sacramento Kings, el mateix que va fer un mes després amb els Detroit Pistons, tot i que va acabar jugant alguns partits més a Detroit aquella temporada. Aquell estiu signaria pels Brooklyn Nets, on només jugaria quatre partits de pretemporada abans de començar la seva estada a Europa.
El 20 d'octubre de 2015, Miller va signar l'Estrella Roja serbi per a la resta de la temporada 2015-16, amb els que va guanyar la Lliga Adriàtica. La temporada següent va signar contracte per dos anys amb el Maccabi Tel Aviv israelià, amb qui va guanyar la Copa nacional. Aquella temporada es lesionaria de gravetat el genoll en un partit d'exhibició als Estats Units. La temporada següent, sense haver pogut acabar el contracte, va signar un acord de dos anys amb el club alemany Brose Bamberg, tot i que va ser tallat en el mes de novembre del mateix any havent jugat un únic partit amb l'equip alemany. El mes de març de 2018 va fitxar per l'equip porto-riqueny Pirates de Quebradillas per a la resta de la temporada, però no va arribar a debutar, sent reemplaçat per un altre jugador. Els motius argumentats pel club porto-riqueny van ser que no estava recuperat al 100% de la seva lesió de genoll i que el seu club d'origen, el Brose Bamberg alemany, havia denagt la seva carta de transferència.
En el mes d'agost de 2018 signa contracte amb el Divina Seguros Joventut de la Lliga ACB per una temporada, però el club prescindeix dels seus serveis abans del començament de la lliga perquè no es recuperava de la lesió dins els terminis previstos. Continua sense equip recuperant-se de la lesió fins l'estiu de 2019, quan fitxa pel Cibona Zagreb.

## Estadístiques

### NBA
| Any       | Equip            | PJ | 5i | Min  | %2P  | %3P  | %TL  | Reb | Ass | Rec | Tap | Punts | Val |
| --------- | ---------------- | -- | -- | ---- | ---- | ---- | ---- | --- | --- | --- | --- | ----- | --- |
| 2012-13   | Denver Nuggets   | 40 | 0  | 12,3 | 33,3 | 100  | 57,1 | 2,3 | 0,4 | 1,1 | 0   | 3,6   | -   |
| 2013-14   | Denver Nuggets   | 52 | 16 | 15,2 | 36,7 | 31,9 | 70,9 | 2,8 | 0,5 | 0,4 | 0,6 | 4,9   | -   |
| 2014-15   | Sacramento Kings | 6  | 0  | 10,2 | 22,2 | 14,3 | 72,7 | 2   | 0,5 | 1   | 0,5 | 2,8   | -   |
| 2014-15   | Detroit Pistons  | 4  | 0  | 14,5 | 25   | 18,2 | 0    | 2   | 1,3 | 0,3 | 0,5 | 5     | -   |
| Total NBA | Total NBA        | 69 | 16 | 13,5 | 35   | 29,2 | 70,6 | 2,4 | 0,5 | 0,4 | 0,5 | 5,3   | -   |

### Eurolliga
| Any             | Equip           | PJ | 5i | Min  | %2P  | %3P  | %TL  | Reb | Ass | Rec | Tap | Punts | Val  |
| --------------- | --------------- | -- | -- | ---- | ---- | ---- | ---- | --- | --- | --- | --- | ----- | ---- |
| 2015–16         | Crvena zvezda   | 24 | 22 | 29,1 | 59,6 | 32,7 | 77,8 | 5,7 | 0,9 | 0,9 | 1,5 | 14,1  | 14,8 |
| 2016–17         | Maccabi         | 4  | 3  | 19,3 | 33,3 | 36,4 | 100  | 3,3 | 0,8 | 0,5 | 0,8 | 7     | 4,5  |
| Total Eurolliga | Total Eurolliga | 28 | 25 | 27,7 | 46,3 | 33,1 | 78,8 | 5,7 | 0,9 | 0,9 | 1,5 | 13,1  | 13,3 |